# Espluga Calva
Espluga Calva  (en catalán y oficialmente L'Espluga Calba) es un municipio español de la provincia de Lérida, en la comunidad autónoma de Cataluña. Está situado en la parte oriental de la comarca de Las Garrigas, en el límite con la del Urgel y la provincia de Tarragona.   

## Geografía humana

### Demografía
Cuenta con una población de 331 habitantes (INE 2024).

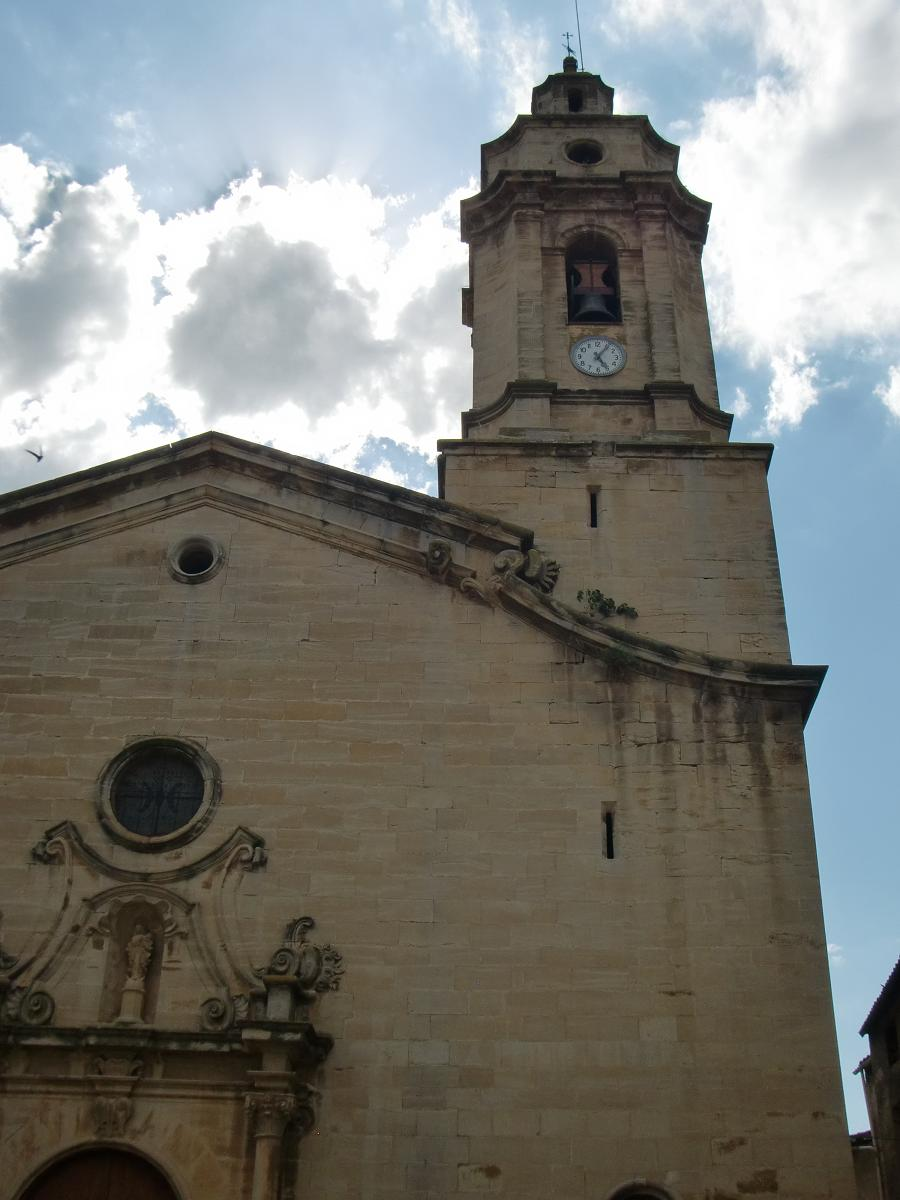
Iglesia de la Inmaculada Concepción del siglo XVIII

| Gráfica de evolución demográfica de Espluga Calva entre 1842 y 2021 |
| |
| Población de derecho según los censos de población del INE Población de hecho según los censos de población del INEEn estos censos se denominaba Espluga Calva: 1842, 1857, 1860, 1877, 1887, 1897, 1900, 1910, 1920, 1930, 1940, 1950, 1960, 1970 y 1981 |

## Administración
| Periodo   | Nombre                 | Partido |
| --------- | ---------------------- | ------- |
| 2007-2011 | Josep Cunillera Boldú  | GREC-AM |
| 2011-2015 | Josep Cunillera Boldú  | GREC-AM |
| 2015-2019 | Josep Cunillera Boldú  | GREC-AM |
| 2019-2023 | Josep Cunillera Boldú  | GREC-AM |
| 2023-act. | Igor San Emeterio Roig | TE-XTU  |

### Evolución de la deuda viva
El concepto de deuda viva contempla solo las deudas con cajas y bancos relativas a créditos financieros, valores de renta fija y préstamos o créditos transferidos a terceros, excluyéndose, por tanto, la deuda comercial.
| Gráfica de evolución de la deuda viva del ayuntamiento entre 2008 y 2014                             |
| |
| Deuda viva del ayuntamiento en miles de Euros según datos del Ministerio de Hacienda y Ad. Públicas. |

La deuda viva municipal por habitante en 2014 ascendía a 935,08 €.

## Lugares de interés
Destacan dos sitios importantes para visitar el Castillo (siglo XIII) y la iglesia de la Inmaculada Concepción (siglo XVIII).